# د میز
مایکل گریگوری میزانین (به انگلیسی: Michael "Mike" Gregory Mizanin) یک کشتی‌گیر حرفه‌ای آمریکایی متولد ۸ اکتبر ۱۹۸۰ (میلادی) است که با نام د میز، در مسابقات کشتی حرفه‌ای شرکت می‌کند. د میز از سال ۲۰۰۱ تاکنون در این رشته فعال بوده‌است. دمیز تا به حال ۷ بار قهرمان تگ تیم، ۴ بار قهرمان ایالت متحدهٔ آمریکا، ۸ بار قهرمان بین قاره‌ای و دو بار برنده MONEY IN THE BANK. در سال ۲۰۱۰ او عنوان قهرمانی WWE Championship را Cash کرد و قهرمان شد شده‌است. او نیز برای دومین بار با شکست اوتیس در HIAC برنده کیف MONEY IN THE BANK شد و در ELIMINATION CHAMBER 2021 کیف را روی درو مکینتایر CASH کرد. اما بعد از ۸ روز در شو راو کمربند را به بابی لشلی واگذار کرد. وی برنامه ای اختصاصی در WWE برگزار می‌کند به نام میز تی وی.
او اکنون درگیری اش را با دامیان پریست و بد بانی شروع کرده.

## حضور در دبلیو دبلیو ای

### تیم جان موریسون (از ۲۰۰۷ تا ۲۰۰۹)

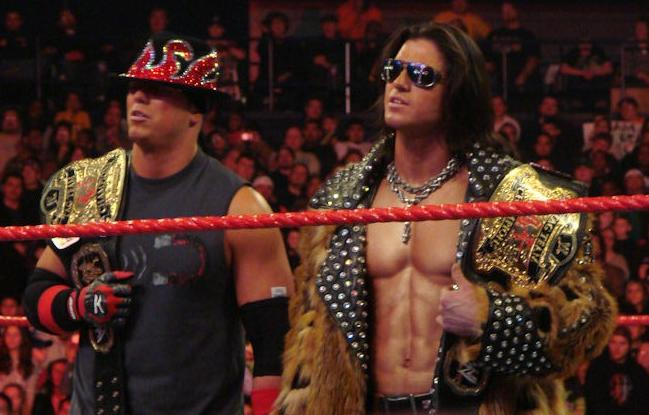
جان موریسون و میز به عنوان قهرمانان تگ تیم

در اواخر سال ۲۰۰۷ میز و جان موریسون با هم تیم شدند و در سروایور سریس ۲۰۰۷ موفق شدند تا برای اولین بار برنده کمربند تگ تیم باهم بشوند.
جان موریسون و میز در مدتی که با هم تیم بودند یکی از موفق‌ترین تیم‌های کمپانی WWE رو تشکیل داده بودند و یک برنامهٔ بسیار پر مخاطب و جذاب با نام درت شیت بر پا کردند که طرفداران بی شماری داشت. این تیم در پی پر ویو گریت آمریکن بش ۲۰۰۸ در یک مسابقه متشکل از ۴ تیم، کمربندهایشان را به اج هدز که متشکل از کرت هاوکینز و زک رایدر بود واگذار کردند. در طی این سال و سال ۲۰۰۹ میز و موریسون دو بار عناوین تگ تیم رو کسب کردند و از دست دادند. در درفت لاتری ۲۰۰۹ میز با اشتباه موریسون به WWE RAW درفت شد و همین مسئله باعث وجود اختلاف بین این دو شد و این تیم بی نظیر هم از هم پاشیده شد.
جان موریسون پس از مدتی به WWE SMACKDOWN درفت شد و در اولین مسابقه اش در این شو آر-تروت رو از پیش رو برداشت. مدتی بعد به دلیل مشکلاتی که ری میستریو با کمپانی داشت جان موریسون موفق شد تا با شکست ری میستریو، برنده کمربند بین قاره‌ای بشود. وی در نهایت کمربندش را در پی پر ویو میزها، نردبان‌ها و صندلی‌ها (تی ال سی) به درو مک اینتایر واگذار کرد. جان با آر-تروت تیم شد و تیم شو میز رو برای کمربندهای تگ تیم در رستلمنیا ۲۶ به مبارزه طلبید اما ناکام بود. بعد از این اتفاق جان به WWE RAW درفت شد.

### قهرمانی کمربند US و درگیری با ام وی پی (از ۲۰۰۹ تا ۲۰۱۰)

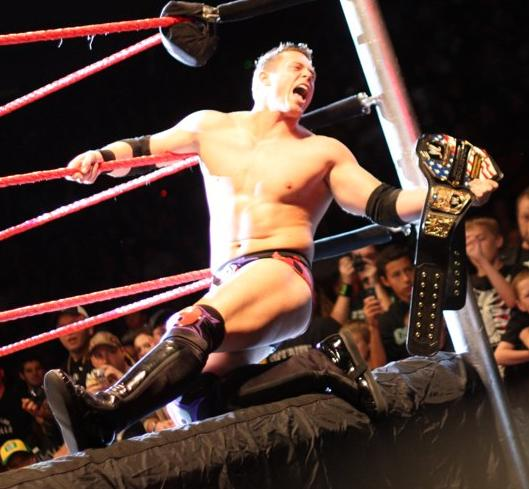
میز: صاحب تایتل US

د میز در اواخر سال ۲۰۰۹ با شکست دادن کوفی کینگستون قهرمان جدید کمربند US شد و همچنین این اولین قهرمانی د میز در طول کریرش بود، د میز در سال ۲۰۰۹ با ام وی پی فیودیو رو شروع کرد و ام وی پی با شکست دادن کشتی‌گیری ناشناس تونست مسابقه سره کمربند US در رویال رامبل بدست بیاره.
در مسابقه ای فوق‌العاده زیبا و تماشایی د میز با کمک بیگ شو تونست ام وی پیو شکست بده و قهرمان باقی بمونه که در همون شب هم د میز در رویال رامبل ۳۰ نفره شرکت کرد ولی ام وی پی اومد و حذفش کرد همین امر باعث شد فیود این دو تا المنیشن چمبر استارت بخوره که باز ام وی پی با دخالت بیگ شو برای بدست آوردن تایتل US ناکام موند !!
درگیری این دو در همون شب به پایان رسید

## زندگی شخصی
وقتی میزانین ۱۱ ساله بود، والدینش از هم جدا شدند. او ناپدری بنام دونی و دو خواهر و برادر ناتنی بنام‌های جیمی و تونیا دارد. پدرش جورج میزانین، صاحب مغازه‌های ساندویچ فروشی «مستر هیرو» در کلیولند می‌باشد. میزانین غیرت خاصی به زادگاهش دارد. در مسابقه هندی‌های کلیولند در برابر فرشته‌های لس آنجلس، در ۲۶ ژوئیه ۲۰۱۱ وقتی اولین توپ را به سمت چوگان زد، به یکی از اهداف زندگیش رسید. او با دوست دخترش، دیوای سابق دبلیو دبلیو ای ماریس، در ۲۰ فوریه ۲۰۱۴ در کلاب ساحلی در باهاماس در مراسمی خصوصی ازدواج کرد.

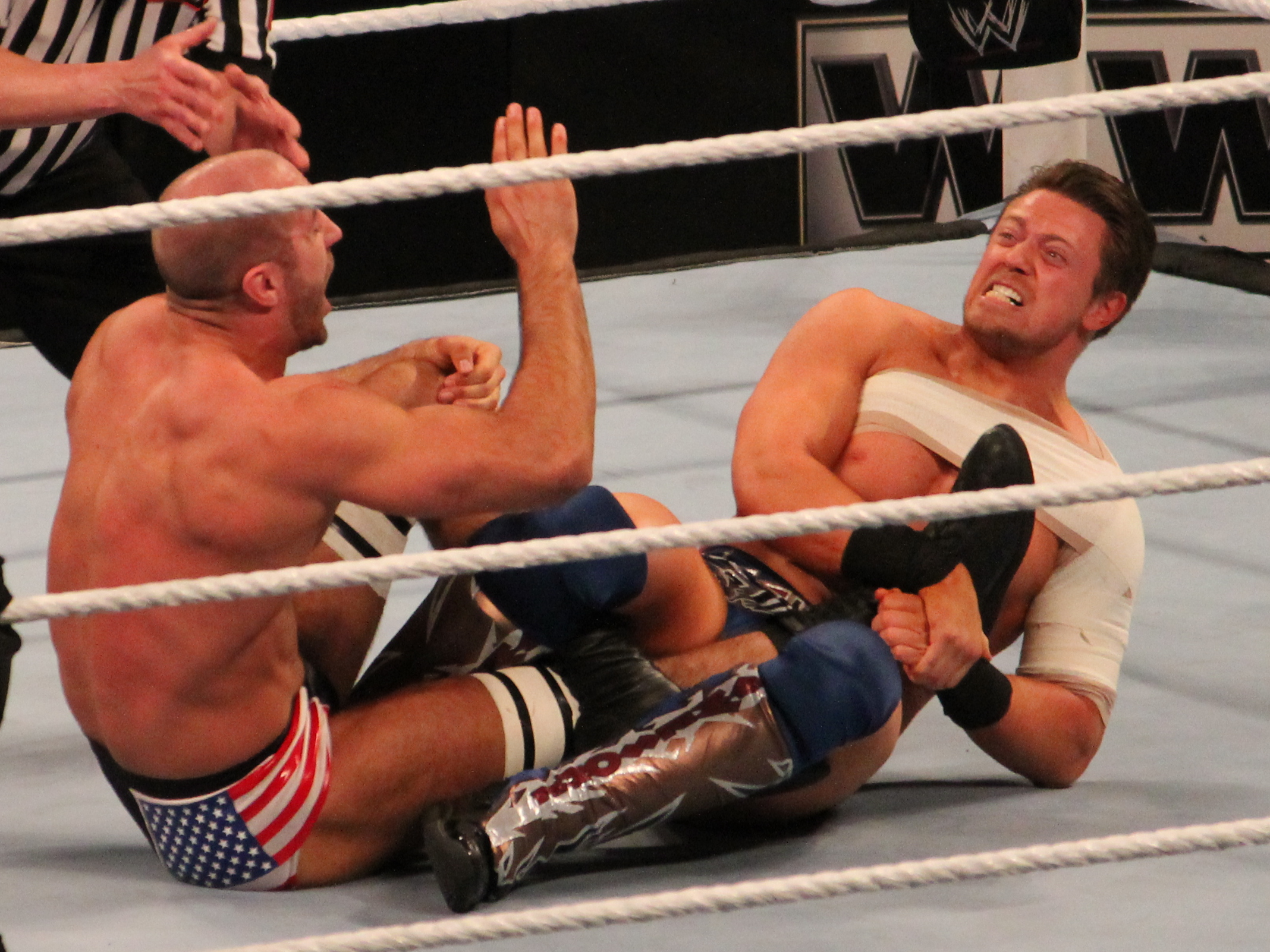

Miz_figure_4.jpg

## فیلمشناسی
تفنگدار دریایی ۳: جبهه خودی (۲۰۱۳)
- فضل کریسمس (۲۰۱۴)

- تفنگدار دریایی ۴: هدف متحرک (۲۰۱۵)

- یاور کوچک بابا نوئل (۲۰۱۶)

- تفنگدار دریایی ۵: میدان جنگ (۲۰۱۷)

- تفنگدار دریایی ۶: یک چهارم پایانی (۲۰۱۸)
- رویداد اصلی (۲۰۲۰)

### تلویزیون
| سال       | عنوان                               | نقش         | توضیحات                  |
| --------- | ----------------------------------- | ----------- | ------------------------ |
| ۲۰۰۱      | The Real World: Back to New York    | در نقش خودش | Episodes 2, 3, 4, and 22 |
| ۲۰۰۲      | Battle of the Seasons               | در نقش خودش | برنده                    |
| ۲۰۰۳–۲۰۰۴ | The Gauntlet                        | در نقش خودش |                          |
| ۲۰۰۴      | Tough Enough                        | در نقش خودش |                          |
| ۲۰۰۴      | The Inferno                         | در نقش خودش |                          |
| ۲۰۰۴–۲۰۰۵ | Battle of the Sexes 2               | در نقش خودش |                          |
| ۲۰۰۵      | The Inferno II                      | در نقش خودش | برنده                    |
| ۲۰۰۵      | Battle of the Network Reality Stars | در نقش خودش | Episode 1.2              |
| ۲۰۰۶      | فیر فاکتور                          | در نقش خودش | برنده                    |
| ۲۰۰۷      | Identity                            | در نقش خودش | Episode 11               |
| ۲۰۰۸      | Ghost Hunters                       | در نقش خودش |                          |
| ۲۰۰۹      | Are You Smarter Than a 5th Grader?  | در نقش خودش |                          |
| ۲۰۰۹      | Dinner: Impossible                  | در نقش خودش |                          |
| ۲۰۱۰      | Destroy Build Destroy               | در نقش خودش |                          |
| ۲۰۱۱      | H8R                                 | د میز       | Episode 4                |
| ۲۰۱۱      | Tough Enough                        | د میز       |                          |
| ۲۰۱۲      | Agora é Tarde                       | در نقش خودش | Brazilian talk show      |
| ۲۰۱۲      | Psych                               | ماریو       | Episode 91               |
| ۲۰۱۲      | Pair of Kings                       | Damone      | Episode 56               |
| ۲۰۱۲      | The Soup                            | در نقش خودش |                          |
| ۲۰۱۴      | Deal With It                        | در نقش خودش | Episode 18               |